# دیوانه‌خانه (فیلم)
دیوانه‌خانه (انگلیسی: Crazy House)  یک فیلم کمدی محصول سال ۱۹۴۳ با بازی ال اولسون و شیک جانسون است.